# Karl Giskra
Karl Giskra (29. ledna 1820 Moravská Třebová – 1. června 1879 Baden) byl rakousko-uherský, respektive předlitavský politik, původem moravský Němec, v letech 1867–1870 ministr vnitra Předlitavska, v letech 1866–1867 starosta Brna a jeden z hlavních politiků německorakouských liberálů.

## Biografie
Byl synem koželuha Ferdinanda Giskry, vystudoval gymnázium v Brně a v roce 1837 Vídeňskou univerzitu. Roku 1840 získal titul doktora filozofie, roku 1843 i doktora práv. Do roku 1848 působil na Vídeňské univerzitě. V roce 1848 se zapojil do revolučního hnutí a byl zvolen za poslance celoněmeckého Frankfurtského parlamentu. Byl tehdy stoupencem radikálních německých liberálů, kteří požadovali ustavení německého státu jako spolkového státu zahrnujícího i západní části Rakouského císařství. V říjnu 1848 hlasoval ve Frankfurtu pro část ústavy navrhovaného německé říše, v níž se odmítalo spojení říše s oblastmi mimo původní teritorium Německého spolku, čímž fakticky podpořil rozbití Rakouského císařství na západní oblasti (alpské a české země) anektované k Německu a zbylá území. Po potlačení revoluce působil jako advokát ve Vídni, od roku 1860 jako samostatný advokát v Brně.
Do politiky se zapojil opětovně počátkem 60. let 19. století. Od roku 1861 zasedal na Moravském zemském sněmu a od roku 1861 byl i poslancem Říšské rady, kde zastupoval kurii měst (obvod Brno). Do Říšské rady zasedl i v následujícím funkčním období od roku 1867 (zpočátku coby zástupce Moravy, od roku 1868 Dolních Rakous za kurii měst, za Vídeň). Od ustavující schůze v roce 1867 působil jako předseda Poslanecké sněmovny Říšské rady, nejprve jako jmenovaný funkcionář, od prosince 1867 volený. Předsednický post nicméně zastával jen několik týdnů, protože se následně stal členem vlády a zůstal jen řadovým poslancem. Jako vlivný politik se podílel na implementaci rakousko-uherského vyrovnání i přijetí takzvané Prosincové ústavy. Profiloval se jako německý liberál odmítající historická privilegia ale i české státní právo. V rozpravě na Říšské radě v roce 1861 prohlásil, že české státní právo a Česká koruna je „mystický vynález nového věku“.
V červenci 1866 byl zvolen brněnským starostou. Téhož roku ho pruský kancléř Otto von Bismarck pověřil coby tehdejšího starostu Brna zprostředkovatelskou misí do Vídně. Starostou byl do prosince 1867.
Po rakousko-uherském vyrovnání se objevil 30. prosince 1867 jako člen vlády Karla von Auersperga na pozici ministra vnitra Předlitavska. Portfolio si udržel i v následné vládě Leopolda Hasnera, do 12. dubna 1870. Ve vládě patřil mezi centralisticky orientovanou rakouskoněmeckou většinu (odpůrci větších pravomocí historických zemí a českých státoprávních aspirací) a podobně jako Ignaz von Plener patřil do sociálně i názorově soudržné skupiny německých politiků-intelektuálů měšťanského původu.
V roce 1870 rezignoval na poslanecký mandát v Říšské radě. Důvodem bylo odložení jím podaného návrhu na volební zákon, který předpokládal přímé volby do Říšské rady (dosud byla složena z poslanců delegovaných zemskými sněmy) a zvýšení počtu poslanců při zachování kuriového systému. Nebyl zastáncem rovného volebního práva a ještě v roce 1868 se vyjádřil, že sociální otázka v habsburské monarchii neexistuje. Podle jiného zdroje ale ve funkčním období 1870–1871 a 1871–1873 poslancem Říšské rady zůstal.
Po odchodu z kabinetu působil na pozici ve vedení První rakouské spořitelny. Počátkem 70. let byl volně zapleten do skandálu okolo zpronevěry peněz na stavbě železnice ze Lvova do Černovic. V důsledku aféry měl dočasně oficiálně zakázán přístup ke dvoru. V roce 1878 patřil spolu s dalšími bývalými předáky německých liberálů mezi odpůrce rakousko-uherské okupace Bosny a Hercegoviny. V prvních přímých volbách do Říšské rady roku 1873 se stal opětovně poslancem (zvolen na Moravě za kurii měst, obvod Brno). Rezignoval dopisem z 20. února 1879. Téhož roku zemřel.

## Tituly a ocenění
Za své aktivity v úřadu brněnského starosty během prusko-rakouské váky získal čestné občanství v Brně, později jako ministr vnitra byl jmenován čestným občanem v několika dalších městech po celé monarchii (Vídeň, Innsbruck, Linz, Opava, Černovice). Jako člen vlády obdržel v roce 1870 titul c. k. tajného rady s nárokem na oslovení Excelence. Byl nositelem vysokých státních vyznamenání v Rakousku-Uhersku i v zahraničí. Ovdovělá manželka byla spolu s dětmi v roce 1891 povýšena do stavu svobodných pánů.
- rytířský kříž Leopoldova řádu (1866, Rakousko)
- Řád železné koruny I. třídy (1868, Rakousko-Uhersko)
- Řád pruské koruny I. třídy (Prusko)
- velkokříž Řádu italské koruny (Itálie)

## Rodina
Byl dvakrát ženatý, jeho první manželkou byla od roku 1845 Aloisie Arnsteinová (†1854), po ovdovění se znovu oženil v roce 1860 s Elisabeth Hauschkovou (1825–1900). Z druhého manželství se narodil syn Karl (1864–1919), který působil v diplomacii a nakonec byl rakousko-uherským vyslancem v Nizozemí (1911–1917). Dcera Elisabeth (1867–1935) byla čestnou dámou Ústavu šlechtičen ve Štýrském Hradci.  